# أندرياس لارسون
أندرياس لارسون (بالسويدية: Andreas Larsson)‏ (13 أغسطس 1974 في السويد - ) هو لاعب كرة يد السويد في مركز ظهير ‏. شارك في الألعاب الأولمبية الصيفية 2000 والألعاب الأولمبية الصيفية 1996. ولعب مع نادي لمغو لكرة اليد.

## وصلات خارجية
- أندرياس لارسون على موقع الاتحاد الأوروبي لكرة اليد (الإنجليزية)
- أندرياس لارسون على موقع أوليمبيديا (الإنجليزية)
- أندرياس لارسون على موقع اللجنة الأولمبية السويدية (السويدية)